# Atentado de San Bernardino

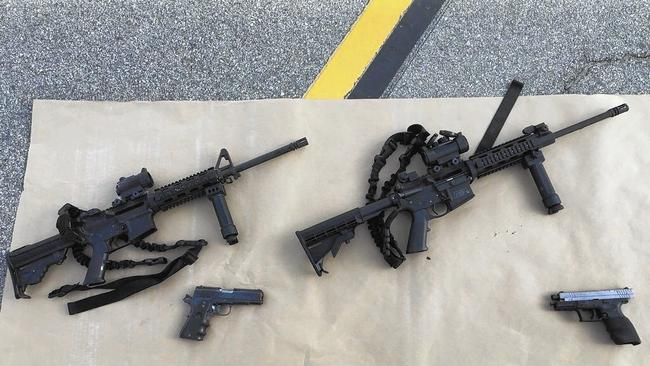
As armas utilizadas nos ataques.

Em 2 de dezembro de 2015, um tiroteio aconteceu no Inland Regional Center em San Bernardino, Califórnia, nos Estados Unidos, matando cerca de 14 pessoas e ferindo outras 21. Dois indivíduos que foram identificados como responsáveis pelo atentado acabaram sendo mortos logo depois em uma troca de tiros com a polícia enquanto tentavam fugir em um carro tipo SUV.
Os motivos do ataque não ficaram claros a princípio, mas foi rapidamente tachado como um atentado terrorista. A segurança na região foi reforçada quase que imediatamente. Uma caçada a prováveis outros suspeitos começou logo após o ocorrido e uma vigorosa investigação foi lançada.
Os autores do ataque eram Syed Farook e sua esposa Tashfeen Malik. Farook nasceu na cidade americana de Chicago, filho de imigrantes paquistaneses. Malik também é de origem paquistanesa, mas viveu boa parte de sua vida na Arábia Saudita. Os dois moravam juntos havia um pouco mais de um ano e tinham uma filha de seis meses. Ambos foram descritos como muçulmanos devotos, mas não tinham nenhuma associação prévia com movimentos radicais islamitas. Segundo informações divulgadas, ambos teriam viajado para o Oriente Médio pouco antes do ataque e Malik teria feito comentários no facebook jurando apoio ao grupo terrorista conhecido como Estado Islâmico do Iraque e do Levante (ou EIIL). Posteriormente, tal organização elogiou os dois assassinos e afirmaram que ambos eram sim seguidores do grupo.
O FBI (a polícia federal dos Estados Unidos) investigou o caso como um ato terrorista.